# Dieter Carls
Dieter Carls (* 15. Januar 1939; † 21. Mai 2003 in Köln) war ein deutscher Hörspiel-Regisseur.

## Leben
Dieter Carls begann zunächst als Assistent bei Willy Millowitsch und bei Francis Durbridges sechsteiligem Fernsehspiel Das Halstuch. Später kam Carls zum Rundfunk, nach Stuttgart (SDR), Berlin (RIAS) und 1960 zum WDR nach Köln, wo er als Regisseur, Dramaturg und auch als stellvertretender Abteilungsleiter tätig war.
Dieter Carls hat bei über 100 Hörspielen Regie geführt.

## Hörspiele (Auswahl)
- 1969: Die Wahrheit von Alain Franck, Originalhörspiel, Kriminalhörspiel, SDR (55 min) (Gemeinsame Regie mit Otto Düben)
- 1970: Bei-Spiele von Günter Guben, Hörspiel, SDR (43 min)
- 1971: Ansprache eines Entschlossenen an seine Unentschlossenheit von Michael Scharang, Hörspiel, SDR / NDR / HR (36 min)
- 1972: Kaninchen von Erica Pedretti, Hörspiel, SDR (46 min)
- 1973: Superfeldesherostrat oder Mama, ich hab ja so seltsam geträumt von Roderich Feldes, Kurzhörspiel, SDR (28 min)
- 1973: Die Freiheit, die ich meine oder Ego-Washing von Helmut Eisendle, Hörspiel, WDR (36 min)
- 1975: Die Propan-Bakterien von Egmont R. Koch, Science-Fiction-Hörspiel, WDR (44 min)
- 1975: Mord macht erfinderisch von -ky, WDR (63 min)
- 1976: Der Doppelverlierer von Yaak Karsunke, Hörspiel, WDR (43 min)
- 1977: Spiegels Ende von Hermann Moers, Hörspiel, RIAS / BR (42 min)
- 1977: Grauer Dämon von Frank Grützbach, Hörspiel, WDR / SFB (78 min) (Gemeinsame Regie mit Frank Grützbach)
- 1979: Öffentliche Armut von Martin Kurbjuhn, Hörspiel, WDR / BR / RB (83 min)
- 1980: Lawino und Ocol von Okot p’Bitek, Originalhörspiel, WDR / RIAS (79 min)
- 1981: Familienstimmen von Harold Pinter, Hörspiel, WDR / Schweizer Radio DRS (37 min)
- 1981: Legen Sie ihr Gewissen dar von Ruth Rehmann und Brigitte Kurreck, Hörspiel, WDR (57 min)
- 1982: Still Ronnie von Heinrich Henkel, Hörspiel, WDR  / Schweizer Radio DRS (82 min)
- 1983: Mordende Worte von Peter Jacobi, Hörspiel, WDR (88 min) (Ausgezeichnet als Hörspiel des Monats Juni 1983)
- 1983: Missachtete Vorfahrt von Rainer Puchert, Kriminalhörspiel, WDR (55 min)
- 1983: Bahnfahrt Hademarschen/Husum am 7. Juli 1888 Ankunft gegen vier von Paul Barz, Hörspiel, WDR (52 min)
- 1984: Lauschangriff von Uwe Timm, Hörspiel, WDR (46 min)
- 1984: Siebenrübens neuer Fall von Jens Hagen, Hörspiel, WDR (45 min)
- 1986: Sündflut von Frank Manley, Kriminalhörspiel, WDR (50 min) (Ausgezeichnet als Hörspiel des Monats Juni 1986)
- 1991: In der Tiefe von Beth Edge (Hörspiel – WDR)
- 1997: Das Feld des Polartauchers von Pentti Saarikoski, Originalhörspiel, WDR (58 min)
- 1998: Liebesmüh von Gerd Fuchs, Originalhörspiel, WDR (58 min)
- 1999: Schuhe von Péter Horváth, Originalhörspiel, WDR (45 min) (Ausgezeichnet mit dem Neuen Ungarischen Hörspielpreis 1999)
- 2000: Bouvard und Pécuchet schauen zurück oder Die Erschöpfung von Ingomar von Kieseritzky, Originalhörspiel, WDR (55 min)
- 2001: Legale Tricks von Agatha Christie, Originalhörspiel, Kriminalhörspiel, WDR (34 min)
- 2001: Unter dem Messer von Ivor Wilson, Originalhörspiel, Kriminalhörspiel, WDR (50 min)
- 2001: Sherlock Holmes und der Fall Karl Marx von David Zane Mairowitz, Originalhörspiel, Kriminalhörspiel, WDR/SFB (59 min)
- 2002: Fremder Schatten von Verna Alexander, Originalhörspiel, WDR (34 min)
- 2002: Die Asche des Bruders von Karlheinz Knuth, Kriminalhörspiel, WDR (54 min)

## Auszeichnungen
- 1983 wurde das Hörspiel Mordende Worte von Peter Jacobi als Hörspiel des Monats Juni 1983 ausgezeichnet[4].
- 1989 erhielt das Hörspiel Wer SIE sind von Peter Jacobi den Hörspielpreis der Kriegsblinden.
- 1999 erhielt das Hörspiel Schuhe von Péter Horváth den Neuen Ungarischen Hörspielpreis.[5]